# Morôni
Morôni, filho de Mórmon, de acordo com o Livro de Mórmon, foi o último profeta nefita que viveu aproximadamente 400 anos depois de Cristo. Era filho de Mórmon, outro profeta do Livro de Mórmon e o historiador que organizou as placas de ouro que posteriormente, através de seu filho Moroni, foram entregues para Joseph Smith Jr efetuar sua tradução.
Os santos dos últimos dias crêem que após sua morte, Môroni tornou-se um anjo, que teria revelado ao profeta Joseph Smith Jr, restaurador de A Igreja de Jesus Cristo dos Santos dos Últimos Dias, a localização das placas de ouro que serviram de base para a composição do Livro de Mórmon. Este acontecimento teria sido profetizado séculos antes por João de Patmos (Apocalipse 14:6).
Moroni em sua vida também presenciou a destruição do povo nefita, ramo que descende de Néfi, um dos filhos de Leí, profeta que saiu de Jerusalém 600 anos antes de Cristo e assim como Moisés, foi guiado pelo Senhor para uma terra prometida (Américas).
Moroni viu também a expansão do povo Lamanita, ramo descendente de Lamã, também filho de Leí, mas que se tornou inimigo de seu irmão Néfi e perseguidor de seus seguidores.
O Livro de Mórmon, segundo os membros da igreja SUD, é o registro fiel da civilização ancestral de todos os amerindios, sem exceção, contém também as revelações e a relação do Pai Celestial e seu filho Jesus Cristo com os filhos de Leí. Juntamente com a Bíblia que é a história do povo que viveu no oriente médio, o Livro de Mórmon e o relato do povo que viveu nas Américas e juntos prestam testemunho de que Jesus é o Cristo, o Salvador do mundo e o redentor de toda a humanidade e que A Igreja de Jesus Cristo dos Santos dos Últimos Dias é o seu reino aqui na terra.